# Norcatur
Norcatur är en ort i Decatur County i Kansas, nära gränsen till Norton County. Ortnamnet som syftar på närheten till countygränsen är en kombination av Norton och Decatur. Orten planlades 1885 och grundades officiellt 1901. J.H. Rooney vann Norcaturs första borgmästarval den 13 november 1901. Enligt 2010 års folkräkning hade Norcatur 151 invånare.